# Fred (labdarúgó, 1949)
Fred, születési nevén Frederico Rodrigues de Oliveira (Rio de Janeiro, 1949. április 4. – 2022. május 29.) olimpiai válogatott brazil labdarúgó, középhátvéd, olimpikon.

## Pályafutása

### Klubcsapatban
1970 és 1974 között a Flamengo, 1974–75-ben a Vasco de Gama, 1975–76-ban ismét a Flamengo, 1976-ban a Bangu, majd a Volta Redonda, 1976 és 1979 között a Botafogo labdarúgója volt.

### A válogatottban
1971–72-ban 13 alkalommal szerepelt a brazil olimpiai válogatottban. Részt vett az 1972-es müncheni olimpián, ahol a csoportkörben kiesett a csapattal.

## Sikerei, díjai
Flamengo
- Taça Guanabara
  - győztes: 1972, 1973
- Carioca bajnokság (São Paulo állam)
  - bajnok: 1972, 1974